# Michael Storer
Michael Storer (* 28. Februar 1997 in Perth) ist ein australischer Radrennfahrer.

## Werdegang
Im Juniorenbereich wurde Storer 2014 und 2015 jeweils ozeanischer Meister im Einzelzeitfahren. In derselben Disziplin gewann er bei den Weltmeisterschaften 2014 die Bronzemedaille. Außerdem wurde er 2015 australischer Straßenmeister der Junioren.
Als U23-Fahrer gewann er im Jahr 2016 das italienische Eintagesrennen Gran Premio Sportivi di Poggiana und beendete seine erste Tour de l’Avenir auf dem siebten Gesamtrang. Im Jahr 2017 kam er über die australische Nationalmannschaft zu seinem ersten Start an der Tour Down Under, die als Rundfahrt der UCI WorldTour der höchsten Serie des Straßenradsports angehörte. Der 19-jährige Storer beendete das Etappenrennen auf dem 15. Gesamtrang und wurde Zweiter der Nachwuchswertung. Nach einem fünften Gesamtrang bei der Herald Sun Tour, holte er im Elite-Straßenrennen der Ozeanienmeisterschaften die Silbermedaille. Im weiteren Saisonverlauf bestritt er für das Mitchelton Scott Continental Team mehrere Rennen in Europa und gewann den Gran Premio Industrie del Marmo und eine Etappe des An Post Rás. Nach dem dritten Gesamtrang beim Giro della Valle d’Aosta beendete Storer die Tour de l’Avenir 2017 auf dem 9. Rang.
Seinen ersten Vertrag bei einem UCI WorldTeam erhielt er für die Saison 2018 beim Team Sunweb, das später unter dem Namen Team DSM an den Start ging. Nach zwei fünften Plätzen bei der Tour de Yorkshire und Slowenien-Rundfahrt, gab er bei der Vuelta a España 2018 sein Grand-Tour-Debüt. Nach zwei Saisonen ohne nennenswerte Ergebnisse gewann Storer die Gesamtwertung der Tour de l’Ain 2021 mit einem Etappensieg am Abschlusstag. Weiters sicherte er sich auch die Punktewertung und Bergwertung der französischen Rundfahrt. Der Durchbruch gelang ihm kurz darauf bei der Vuelta a España 2021 als er zwei Etappen gewann und die Bergwertung für sich entschied.
Ab dem Jahr 2022 ging Storer für die französische Groupama-FDJ Mannschaft an den Start. In seiner ersten Saison wurde er Gesamtzweiter der Tour of the Alps und Dritter der Mont Ventoux Dénivelé Challenge. Nach viermal Vuelta a España und einmal Giro d’Italia nahm er 2022 mit seinem neuen Team erstmals auch an der Tour de France teil, die er in den Diensten von David Gaudu bestritt und als 34. beendete. Im Jahr 2023 wiederholte er seinen Gesamtsieg bei der Tour de l’Ain, nachdem er erneut die abschließende Etappe für sich entschied.
Nach nur zwei Jahren wechselte Michael Storer zum Schweizer Tudor Pro Cycling Team und fuhr bei der UAE Tour erstmals in die Top 10 einer UCI-WorldTour-Rundfahrt. Nach Platz sieben bei der Tour of the Alps ging er beim Giro d’Italia 2024 an den Start und schob sich auf der 20. Etappe in die Top 10 der Gesamtwertung.
Im Jahr 2025 gewann er als Ausreißer die Bergankunft von Paris–Nizza in Auron. Außerdem konnte er eine Etappe und die Gesamtwertung der Tour of the Alps für sich entscheiden. Beim Giro d’Italia wurde er erneut Zehnter der Gesamtwertung.

## Erfolge
2014
- Ozeanische Meisterschaften – Einzelzeitfahren (Junioren)
- Weltmeisterschaften – Einzelzeitfahren (Junioren)

2015
- Ozeanische Meisterschaften – Einzelzeitfahren (Junioren)
- Australischer Meister – Straßenrennen (Junioren)
- eine Etappe Aubel-Thimister-La Gleize

2016
- Gran Premio Sportivi di Poggiana

2017
- Mannschaftszeitfahren Toscana Terra di Ciclismo
- Gran Premio Industrie del Marmo
- eine Etappe An Post Rás

2021
- Gesamtwertung, Punktewertung, Bergwertung und eine Etappe Tour de l’Ain
- zwei Etappen und  Bergwertung Vuelta a España

2023
- Gesamtwertung, Punktewertung und eine Etappe Tour de l’Ain

2025
- eine Etappe Paris–Nizza
- Gesamtwertung und eine Etappe Tour of the Alps

## Grand Tour-Platzierungen
| Grand Tour            | 2018 | 2019 | 2020 | 2021 | 2022 | 2023 | 2024 | 2025 |
| --------------------- | ---- | ---- | ---- | ---- | ---- | ---- | ---- | ---- |
| Giro d’ItaliaGiro     | –    | –    | –    | 31   | –    | –    | 10   | 10   |
| Tour de FranceTour    | –    | –    | –    | –    | 34   | –    | –    | 42   |
| Vuelta a EspañaVuelta | 117  | 99   | 40   | 40   | –    | 45   | –    |      |